# General Electric
Den här sidan handlar om det amerikanska företaget, för det europeiska, se General Electric Company.
General Electric Company (GE) är ett amerikanskt multinationellt konglomerat med huvudkontor i Fairfield, Connecticut. Koncernen är verksam inom bland annat transporter, sjukvård, energiförsörjning och finansiering genom sina fyra affärssegment Energy, Technology Infrastructure, Capital och Home & Business Solutions.
2011 rankade Fortune GE som det sjätte största företaget i USA, och på 14:e plats när det gäller lönsamhet. I andra rankningar för 2011/2012 har man listat GE som det sjunde företaget när det gäller chefer (Fortune), femte bästa globala varumärket (Interbrand), 63:e grönaste företaget (Newsweek), 15:e mest beundrade företaget (Fortune) och 19:e mest innovativa företaget (Fast Company).
GE-koncernen har cirka 300 000 anställda och verksamhet i cirka 100 länder.

## GE i Norden
GE finns representerat i Norden genom ett flertal olika dotterbolag med sammanlagt cirka 7 000 anställda. Det nordiska huvudkontoret ligger i Danderyd norr om Stockholm. Vd för GE i Norden är Hans Enocson. Bolagen i Norden omsatte 2011 tillsammans cirka 2,2 miljarder US-dollar och exporterade för cirka 3,5 miljarder US-dollar.
GE köpte 2004 Amersham Biosciences (före detta Pharmacia & Upjohn) verksamhet i Uppsala och blev därmed Uppsalas största privata arbetsgivare.

## Historia

### Bildande
1890 hade Thomas Edison fört samman sina affärsintressen i ett företag som han kallade Edison General Electric. Samtidigt fick Thomson-Houston Electric Company, under ledning av Charles Coffin, tillgång till ett antal viktiga patent genom förvärvet av flera konkurrenter. General Electric bildades genom en fusion 1892 mellan Edison General Electric i Schenectady i New York och Thomson-Houston Electric Company i Lynn i Massachusetts. Båda anläggningarna har fortsatt sin verksamhet under GE:s varumärke ända till i dag.

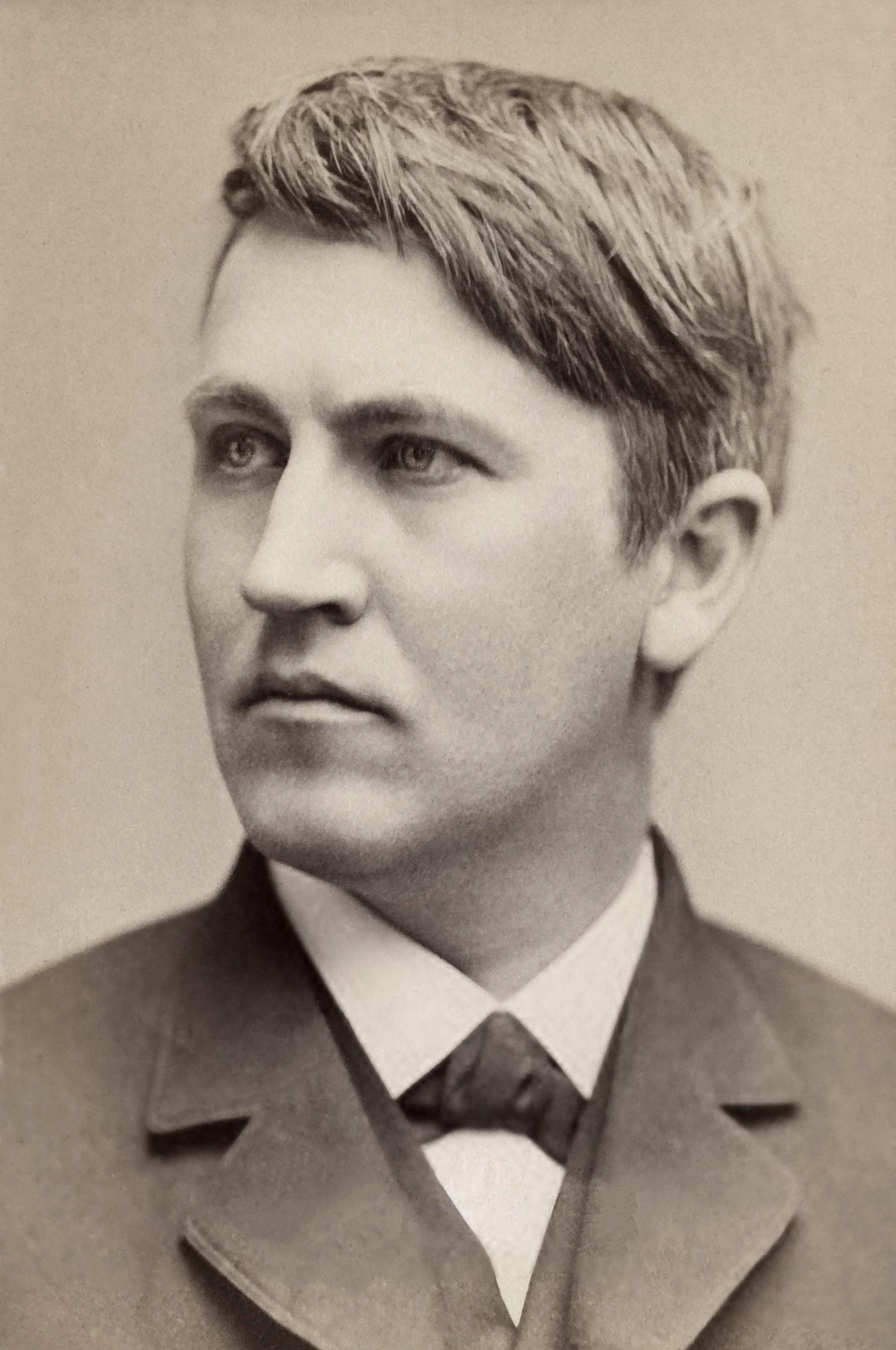
Thomas Edison, 1878.

### Börsnoterat företag
1896 blev General Electric ett av de ursprungliga 12 företagen i det nybildade Dow Jones Industrial Average. Efter 115 år är GE det enda av de ursprungliga företagen som finns kvar i Dow Jones-indexet.
1911 införlivades National Electric Lamp Association (NELA) i General Electrics befintliga belysningsverksamhet. GE etablerade därefter sin belysningsdivision med huvudkontor i Nela Park i East Cleveland i Ohio. Nela Park är fortfarande huvudkontor för GE:s belysningsverksamhet.

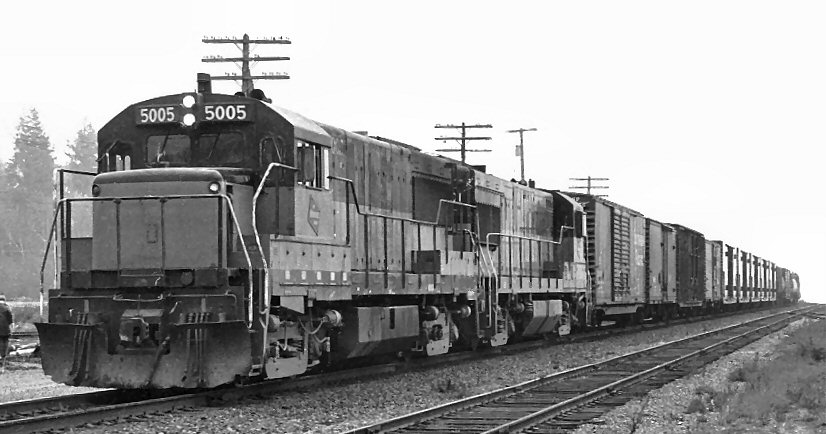
Ett GE-lok (GE U25B) från 1972.

### Radio Corporation of America (RCA)
Radio Corporation of America (RCA) grundades av GE år 1919 för att främja internationell radio. GE använde RCA som sin detaljhandelsdivision för radioförsäljningen från 1919, när GE inledde sin produktion fram till separationen 1930. RCA kom ganska snabbt att växa till en industrijätte.

### Kraftgenerering
GE:s långa historia av att utveckla och sälja turbiner för kraftgenerering gav dem det tekniska kunnande de behövde för att komma in på området turboöverladdare för flygplan. Under ledning av Sanford Alexander Moss introducerade GE de första överladdarna under första världskriget och fortsatte att utveckla dem under mellankrigstiden. Turboöverladdare blev oumbärliga under åren före andra världskriget och GE blev världsledande inom avgasdrivna överladdare när kriget började.
Den här erfarenheten gjorde GE till det naturliga valet för att utveckla Whittle W.1- jetmotorn som demonstrerades i USA 1941. Även om deras tidiga arbete med Whittles konstruktion senare överlämnades till Allison Engine Company blev GE Aviation en av världens största tillverkare av motorer, endast överträffat av det väletablerade gamla brittiska företaget Rolls-Royce plc, som var nydanande inom konstruktion och tillverkning av innovativa, tillförlitliga, effektiva, högpresterande och robusta jetmotorer.
2002 förvärvade GE vindkraftstillgångarna i Enron i samband med detta företags konkurs. Enron Wind var den enda överlevande tillverkaren av stora vindturbiner i USA vid den tiden, och GE fördubblade dess årsomsättning för vindkraft till 1,2 miljarder US-dollar 2003. Företaget förvärvade det norska företaget ScanWind år 2009.

### Datorer
GE var ett av de åtta stora datorföretagen under 1960-talet – tillsammans med IBM, som var det största och kallades ”Snövit” och följdes av de ”sju dvärgarna”: Burroughs, NCR, Control Data Corporation, Honeywell, RCA, UNIVAC samt GE.
GE hade ett stort utbud av datorer för allmänna och särskilda ändamål. Bland dem fanns datorerna GE 200, GE 400 och GE 600 för allmänna ändamål, datorerna GE 4010, GE 4020 och GE 4060 för processtyrning i realtid, MSC-datorerna Datanet 30 och Datanet 355 (Datanet 30 och 355 användes också som front end-processorer för GE:s stordatorer). Datanet 500 var en dator som konstruerades, men aldrig såldes.
1962 började GE utveckla GECOS (senare GCOS), GE:s operativsystem som ursprungligen var avsett för batchbearbetning, men som senare utökades till att omfatta tidsdelning och transaktionsbearbetning. Fortfarande används versioner av GCOS.
1964–1969 inledde GE och Bell Laboratories (som snart drog sig ur) ett samarbete med MIT för att utveckla det nyskapande och inflytelserika operativsystemet Multics på stordatorn GE 645. Projektet tog längre tid än förväntat och var ingen större kommersiell framgång, men det ledde till viktiga koncept, till exempel SLS, dynamisk länkning, hierarkiskt filsystem och ROS. Den aktiva utvecklingen av Multics fortsatte till 1985.
Det har sagts att GE började med datortillverkning eftersom man på 1950-talet var den största användaren av datorer vid sidan av USA:s federala regering. Till datorbranschens förtjusning sålde GE 1970 sin datordivision till Honeywell, även om man behöll sin tidsdelningsverksamhet (time-sharing) i ytterligare några år. GE var en av de största leverantörerna av tidsdelningstjänster, genom General Electric Information Services (GEIS, nu GXS), som erbjöd onlinedatortjänster, däribland GEnie.

## Verksamhet
GE är ett multinationellt konglomerat med huvudkontor i Fairfield i Connecticut. Kontoret i New York ligger på 30 Rockefeller Plaza i Rockefeller Center, känt som GE-byggnaden på grund av den mycket framträdande GE-logotypen på taket. NBC:s huvudkontor och huvudstudior finns också i byggnaden. Genom sitt dotterbolag RCA har GE förknippats med byggnaden sedan den byggdes på 1930-talet.
GE:s affärsområden inkluderar GE Capital, GE Energy, GE Technology Infrastructure och GE Home & Business Solutions. Varje enhet är i sig själv ett stort företag. Listan över bolag en inom dessa affärsområden varierar med tiden till följd av förvärv, avyttringar och omorganisationer. GE:s skattedeklaration är den mest omfattande i USA. 2005 var den omkring 24 000 utskrivna sidor och 237 MB i elektroniskt format. Företaget lägger också ned ”mer på lobbying i USA än något annat företag”.
Genom dessa affärsområden är GE aktivt på många marknader, däribland generering, överföring och distribution av el (till exempel via vind, kärnkraft, gas och sol), belysning, industriautomatisering, medicinsk bildteknikutrustning, motorer, järnvägslok, flygplansmotorer och flygtjänster. Företaget äger NBC Universal tillsammans med Comcast. Genom GE Capital erbjuder företaget även många finansiella tjänster till såväl företag som privatpersoner. Företaget finns i över 100 länder.
Nästan hälften av GE:s intäkter kommer från finansiella tjänster. Det är alltså ett industriföretag med en stark finansiell del. Det är också en av de största långivarna i länder utanför USA, till exempel i Japan.
Den 4 maj 2008 meddelade GE att man skulle auktionera ut sin vitvaruverksamhet för en förväntad intäkt om 5–8 miljarder US-dollar.[38] Men den här planen genomfördes inte på grund av recessionen.
2005 lanserade GE sitt initiativ ”ecomagination” i ett försök att positionera sig som ett ”grönt” företag. GE är för närvarande en av de största aktörerna inom vindkraftsbranschen, och utvecklar även nya miljövänliga produkter, till exempel hybridlokomotiv, avsaltnings- och vattenåtervinningslösningar och solceller. Företaget ”planerar att bygga den största solpaneltillverkningsfabriken i USA” och har satt upp som mål för sina dotterbolag att sänka sina utsläpp av växthusgaser.
2009 lanserade GE ytterligare ett initiativ, denna gång för att positionera sig som en främjare av hälsa världen över. Initiativet kallas ”healthymagination” och innebär att GE strävar efter att ta fram lösningar som kan skapa effektivare, billigare och mer lättillgänglig sjukvård. GE har sagt att företaget ska satsa 6 miljarder US-dollar mellan åren 2009 och 2015 på detta initiativ.

## Styrelseordförande och koncernchef
Jeffrey Immelt är GE:s nuvarande styrelseordförande och koncernchef. GE:s styrelse valde honom år 2000 som ersättare för John Francis Welch Jr. (Jack Welch) som då gick i pension. Immelt var tidigare vd och koncernchef för GE:s division Medical Systems (nu GE Healthcare).
Jeffrey Immelt tillträdde som ordförande och koncernchef i kristid – han tog över den 7 september 2001 fyra dagar före terroristattacken i USA, som dödade två medarbetare och kostade GE:s försäkringsverksamhet 600 miljoner US-dollar och som fick en direkt inverkan på företagets sektor Aircraft Engines. Immelt är också en av president Obamas finansiella rådgivare när det gäller den ekonomiska räddningsplanen.

## Erkännanden och rankningar
2011 rankade Fortune GE som det sjätte största företaget i USA samt det 14:e mest lönsamma. Övriga rankningar för 2011/2012 inkluderar följande:
- 7:e företaget för chefer (Fortune)
- 7:e högst värderade varumärket (Brand Finance Global 500)
- 5:e bästa globala varumärket (Interbrand)
- 63:e plats bland gröna företag (Newsweek)
- 15:e mest beundrade företaget (Fortune)
- 19:e mest innovativa företaget (Fast Company).

2010 värderades GE:s varumärke till 42,8 miljarder US-dollar. Efter att ha tagit över ordförandeskapet beställde CEO Jeffrey Immelt 2004 ett antal förändringar i varumärket för att förena GE:s diversifierade verksamheter. Förändringarna inkluderade en ny färgpalett för företaget, små modifieringar i GE:s logotyp, nytt anpassat teckensnitt (GE Inspira) och en ny slogan, ”imagination at work” som ersatte ”we bring good things to life”, som komponerades av David Lucas och som hade hängt med länge. Standardkraven innebär att många rubriker ska skrivas med gemener och att ”blanksteg” ska läggas till i dokument och annonser för att främja bilden av ett öppet och lättillgängligt företag. Förändringarna utformades av Wolff Olins och används flitigt av GE när det gäller marknadsföring, litteratur och företagets webbplats.

## Miljöinitiativ
Den 6 juni 2011 meddelade GE att företaget hade licensierat soltermisk teknik från Kalifornienbaserade eSolar för användning i kraftverk som använder både solkraft och naturgas.
Den 26 maj 2011 presenterade företaget EV Solar Carport en carport som är försedd med solpaneler på taket och elbilsladdningstationer under taket.
I maj 2005 offentliggjorde GE lanseringen av en miljöstrategi kallad ”ecomagination” som enligt koncernchef Jeff Immelt syftar till ”att utveckla morgondagens lösningar, till exempel solenergi, hybridlok, bränsleceller, flygplansmotorer med låga utsläpp, lättare och mer hållbara material samt vattenreningsteknik”.[57] 2008 meddelade GE att man skulle investera 1,4 miljarder US-dollar i forskning och utveckling av ren teknik som en del av sitt ecomagination-initiativ. I december 2011 hade detta lett till att 110 mer miljövänliga produkter lanserats på marknaden, allt från halogenlampor till biogasmotorer. 2007 höjde GE sitt årliga intäktsmål för ecomagination-initiativet från 20 miljarder US-dollar 2010 till 25 miljarder US-dollar tack vare marknadens positiva reaktioner på de nya produkterna. 2010 fortsatte GE att öka sina investeringar genom att lägga ytterligare 10 miljarder US-dollar på ecomagination de närmaste fem åren.
2010 introducerade GE en öppen innovationstävling kallad ”ecomagination challenge” som hade till syfte att få fram nya tekinker för att kunna skapa framtidens smarta elnät. Tillsammans med ett antal partners satsade GE 200 miljoner US-dollar. En av vinnarna blev det svenska företaget ClimateWell. 2011 gjordes en uppföljning av tävlingen med inriktning på tekniker för energieffektivitet i hemmiljö.
GE Energys verksamhet för förnybar energi har expanderat kraftigt, för att hålla jämna steg med den ökande efterfrågan på ren energi. Sedan GE började med förnybar energi 2002 har företaget investerat mer än 850 miljoner US-dollar i teknik för förnybar energi. I augusti 2008 förvärvade GE Kelman Ltd, ett företag i Nordirland som var specialiserat på avancerad övervaknings- och diagnosteknik för transformatorer som används vid generering av förnybar energi. 2009 sysselsatte GE:s verksamhet för förnybar energi, som innefattar solkraft, vindkraft och GE:s Jenbacher-gasturbiner (som använder förnybara och icke-förnybara metanbaserade gaser), över 4 900 personer världen över och har lett till ytterligare 10 000 arbetstillfällen.
GE Energy och Orion New Zealand Limited (Orion) har implementerat den första fasen av ett elnätshanteringssystem, tillverkat av GE som ska förbättra tillförlitligheten för kunderna. GE:s ENMAC Distribution Management System är grunden i Orions initiativ. Systemet med smart elnätteknik kommer att öka nätbolagets kapacitet att hantera nödlägen i stora nätverk och hjälpa till att få tillbaka strömmen snabbare vid strömavbrott.
GE har tagit fram en 40 W energismart LED-lampa. Företaget hävdar att den nya LED-glödlampan innebär en energibesparing med 77 procent och ger nästan samma ljus som en traditionell 40W-glödlampa, men med 25 gånger längre livslängd.

## Produkter
Nedan följer en lista över produkter.[källa behövs]
jetmotorer

elektricitet

fastigheter

finans

generering

industriell automatisering

belysning

medicinsk utrustning
motorer

lokomotiv

kisel

## Dotterbolag
Nedan följer en lista över dotterbolag.[källa behövs]
- Access Distribution
- Baker Hughes, a GE company[35]
- GE Advanced Materials
- GE Capital IT Solutions
- GE Capital Rail Services
- GE Capital Aviation Services (GECAS)
- GE Capital Solutions
- GE Commercial Finance
- GE Commercial Finance Fleet Services
- GE Consumer & Industrial
- GE Consumer Finance
- GE Energy
- GE Engine Services, Inc.
- GE Equipment Services
- GE Fanuc Automation North America, Inc.
- GE Financial Assurance Holdings, Inc.
- GE Franchise Finance Corporation
- GE Global Research
- GE Healthcare
- GE Infrastructure
- GE Insurance
- GE Money
- GE Real Estate
- GE Small Business Finance Corporation
- GE Supply
- GE Transportation
- General Electric Mortgage Insurance Corporation
- Global Nuclear Fuel - Japan Co., Ltd.
- HPSC, Inc.
- Instrumentarium|Instrumentarium Corporation
- MRA Systems, Inc.
- NBC Universal, Inc.
- Transport International Pool Inc.
- WMC Mortgage Corp.